# Operazione Zipper
Durante la seconda guerra mondiale, l'operazione Zipper è stato un piano britannico per conquistare Porto Swettenham o Porto Dickson in Malaysia come fase preliminare per la riconquista di Singapore, prevista con la successiva operazione Mailfist. Tuttavia, a causa della fine della guerra nel Pacifico, non è mai stata eseguita completamente. Alcuni degli sbarchi proposti a Penang sono andati avanti come previsto per sondare le intenzioni giapponesi, non incontrando alcuna resistenza.

## I fatti

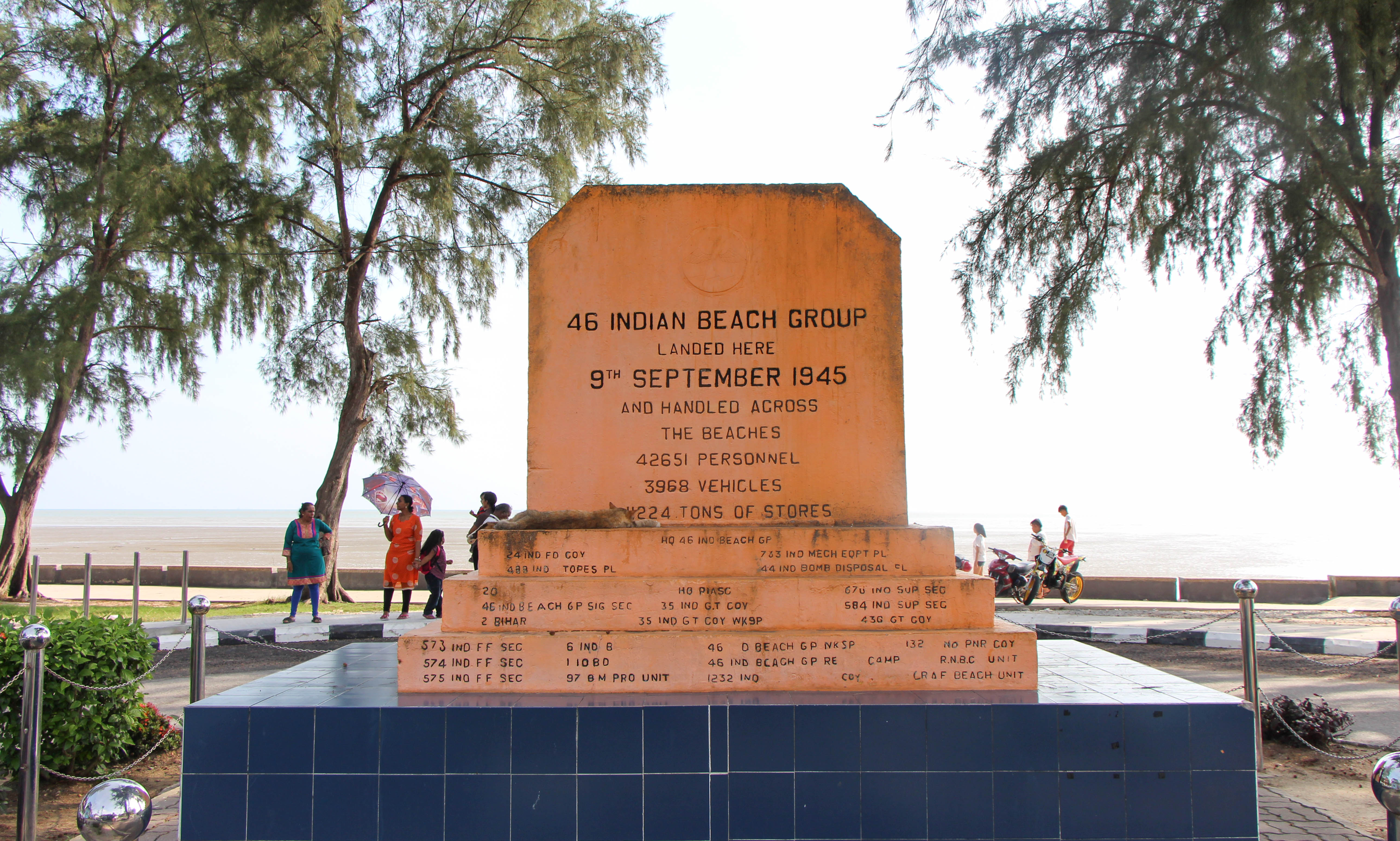
Un monumento che ricorda l'operazione Zipper

L'inganno previsto per questo attacco è stato chiamato come operazione Slippery, dove una piccola squadra del Special Operations Executive, guidata da Tun Ibrahim Ismail, è atterrata nell'ottobre del 1944 ed è riuscita a convincere i giapponesi che gli sbarchi venivano effettuati presso l'istmo di Kra, ovvero 1 050 chilometri a nord.
L'operazione Tiderace è stato invece messa in atto a seguito della resa del Giappone. La flotta alleata partì da Rangoon il 27 agosto 1945, come parte della forza a capo del Viceammiraglio Harold Walker. La squadra operativa diretta a Penang fu denominata Task Force 11, e consisteva nella corazzata HMS Nelson, nella portaerei di scorta HMS Attacker e HMS Hunter, nell'incrociatore leggero HMS Ceylon, nel cacciatorpediniere HMS Paladin e HMS Petard e due Landing Ship Infantry.
Arrivarono a Penang il 28 agosto. La HMS Nelson era l'ammiraglia della flotta sulla quale vennero firmati il 2 settembre i documenti della resa.
Con la resa giapponese, le truppe della 25ª divisione indiana andarono a schierarsi nella Malesia britannica, mentre la flotta di Walker continuo' la navigazione fino a Singapore per unirsi con il convoglio principale.